# Харалампи Джамджиев
Харалампи Петров Джамджиев е основоположник на българската авиационна наука.

## Биография
Роден е на 13 юли 1875 г. в Търново, произхожда от рода на Велчо Атанасов – Джамджията. Завършва първоначалното си образование и два гимназиални класа в родния си град, след това учи в гимназии във Варна и в София. През 1893 г. постъпва във Военното училище, което е и средище на технически знания. След завършването му служи в армията около 10 години, в различни градове. Напуска военната служба през 1905 г., за да се съсредоточи върху изобретателството, най-вече в областта на авиационната техника. Освен предприемач на свободна практика известно време е на работа в българската легация в Прага, лектор във Военното училище и др. Занимава се и с билкарство и в по-късни години има репутация на народен лечител.
Харалампи Джамджиев е първият български авиоконструктор, първият българин, който изобретява летателна машина (1895 г.). Патентова във Франция летателен апарат (1911 г.). Конструира още орнитоптер с парен двигател, но той експлодира. През 1902 г. Джамджиев строи друг орнитоптер с пружина вместо двигател. Този апарат прави големи параболични скокове.
Орнитоптерите на Джамджиев са с подвижни криле, които извършват сложни движения. През 1903 г. Харалампи Джамджиев стига до извода, че летателните апарати с неподвижно крило са бъдещето на авиацията. Той предлага две теории: рикошетно-параболична (за обяснение на птичето летене) и теория за хидро-аеродинамичния вакуум. На 16 февруари 1911 г. патентова самолета си в Париж под номер 26244. Харалампи Джамджиев регистрира пред чехословашките патентни органи в Прага свой модел самолет под името „Бързолет“. В него използва за самолетно крило тесни (ивични) профили.